# Everly (Iowa)
Everly é uma cidade localizada no estado americano de Iowa, no Condado de Clay.

## Demografia
Segundo o censo americano de 2000, a sua população era de 647 habitantes.
Em 2006, foi estimada uma população de 639, um decréscimo de 8 (-1.2%).

## Geografia
De acordo com o United States Census Bureau tem uma área de
2,9 km², dos quais 2,9 km² cobertos por terra e 0,0 km² cobertos por água. Everly localiza-se a aproximadamente 415 m acima do nível do mar.

## Localidades na vizinhança
O diagrama seguinte representa as localidades num raio de 20 km ao redor de Everly.